# Вирих II фон Даун
Вирих II фон Даун (на немски: Wirich II von Dhaun; * ок. 1251; † 14 април 1299) от фамилята Даун, е господар на Нанщайн и Оберщайн-Ландщул.

## Произход
Той е син на Вирих I фон Даун († 1260/1262) и първата му съпруга Гуда фон Оберщайн. Той има две сестри Маргарета († 1307) и Елизабет.

## Фамилия
Вирих II се жени пр. 1271 г. за Кунигунд рауграфиня цу Нойенбаумберг († 25 февруари или ноември 1307), дъщеря на рауграф Хайнрих I фон Нойенбаумбург († 1261) и Агнес фон Саарбрюкен († сл. 1261), дъщеря на граф Симон II фон Саарбрюкен. Тя е сестра на Емих I, епископ на Вормс (1294 – 1299). Те имат децата:
- Вирих III фон Даун „Млади“ (* ок. 1287; † 14 април 1299), господар на Щайн-Оберщайн, женен за Изенгард фон Фалкенщайн († 5 февруари 1304), дъщеря на Филип II фон Фалкенщайн
- Хайнрих фон Даун (* ок. 1297; † 8 юни 1319), епископ на Вормс (1318 – 1319)
- Лорета фон Даун-Оберщайн († сл. 1361), омъжена I. сл. 1264 г. за Годелман фон Дорсвайлер-Морсберг († 1314), II. 1317 г. за Готфрид IV фон Епщайн († 1341/1342)
- Емих I фон Даун († 23 ноември 1313), женен за Елизабет фон Лайнинген (* ок. 1323; † сл. 1351), дъщеря на граф Фридрих V фон Лайнинген-Дагсбург († сл. 1327) и София фон Фрайбург († сл. 1335)